# Blek prinia
Blek prinia (Prinia somalica) är en fågel i familjen cistikolor inom ordningen tättingar.

## Utseende och läte
Blek prinia är en mycket ljus och slank sångarliknande fågel med lång stjärt som ofta hålls rest. Ovansidan är ljust gråbrun och undersidan vit, dock med beigeaktig anstrykning hos vissa ungfåglar. Arten liknar ockrasidig prinia, men är ljusare och gråare på ryggen utan rostrött på flankerna. Vanligaste lätet är en snabb serie med torra och ljusa "zhep", liknande sången hos ockrasidig prinia, men snabbare och ljusare.

## Utbredning och systematik
Blek prinia delas in i två underarter:
- P. s. erlangeri – förekommer i sydöstra Sydsudan, södra Etiopien, nordöstra Uganda, Kenya samt centrala och södra Somalia
- P. s. somalica – förekommer i nordligaste Somalia

### Familjetillhörighet
Cistikolorna behandlades tidigare som en del av den stora familjen sångare (Sylviidae). Genetiska studier har dock visat att sångarna inte är varandras närmaste släktingar. Istället är de en del av en klad som även omfattar timalior, lärkor, bulbyler, stjärtmesar och svalor. Idag delas därför Sylviidae upp i ett antal familjer, däribland Cisticolidae.

## Levnadssätt
Blek prinia hittas i torr törnsavann och törnbuskmarker. Där ses den vanligtvis parvis.

## Status
Arten har ett stort utbredningsområde och beståndet anses stabilt. Internationella naturvårdsunionen IUCN listar den därför som livskraftig (LC).

## Namn
Prinia kommer av Prinya, det javanesiska namnet för bandvingad prinia (Prinia familiaris).